# Afrotyphlopinae
Afrotyphlopinae Hedges, Marion, Lipp, Marin & Vidal, 2014 è una sottofamiglia di serpenti della famiglia Typhlopidae.

## Distribuzione e habitat
La sottofamiglia è diffusa nell'Africa subsahariana e in Medio oriente.

## Tassonomia
La sottofamiglia comprende i seguenti generi:
- Afrotyphlops Broadley & Wallach, 2009  (29 spp.)
- Letheobia Cope, 1869 (29 spp.)
- Rhinotyphlops Fitzinger, 1843 (7 spp.)